# Final Fantasy II
Final Fantasy II (ファイナルファンタジーII Файнару Фантадзі Цу) — японська рольова гра, розроблена і видана Square (нині Square Enix ) в 1988 році для Nintendo Family Computer, друга гра в серії Final Fantasy. Спочатку випущена тільки в Японії, хоча пізніше ремейки для PlayStation (Final Fantasy Origins) і Game Boy Advance (Final Fantasy I&II: Dawn of Souls) вийшли в США і в Євросоюзі. Крім цього, існують ремейки для WonderSwan Color і мобільних телефонів. У 2007 роуі вийшов ремейк для PlayStation Portable. 16 червня 2009 гра стала доступною для завантаження через сервіс Virtual Console приставки Nintendo Wii. У 2010 році з'явився ремейк Final Fantasy II на операційну систему iOS.
У центрі сюжету гри — історія чотирьох молодих людей, чиї батьки були вбиті під час окупації їхньої рідної країни могутньою Паламеційською імперією. ЇЇ злий імператор, який повеліває чудовиськами і демонами, намагається підкорити своїй владі весь світ; четверо друзів приєднуються до повстанців, які намагаються зупинити війну.
У Final Fantasy II вперше з'явилися багато традиційних елементи серії Final Fantasy, в тому числі їздові птахи чокобо і персонаж на ім'я Сід. Крім того, в грі була відсутня традиційна система прокачування з рівнями і досвідом — замість цього характеристики героїв підвищувалися в залежності від їх поведінки в бою і надягнених речей.

## Ігровий процес
Подібно до попередньої гри, гравець керує групою персонажів (ігровою партією), яка в рамках сюжету подорожує світом, розвивається, бореться з противниками та спілкується з дружніми і ворожими героями. При цьому Final Fantasy II є унікальною грою в серії Final Fantasy, оскільки в ній відсутні звичні рівні розвитку персонажів. Замість цього очки досвіду розподіляються за певними показниками. Багато в чому це залежить від того, як діяв персонаж. Наприклад, якщо персонаж часто використовує ту чи іншу зброю (меч, лук, сокиру тощо), то він буде більш вміло нею користуватись. У цьому випадку також будуть підвищуватися фізичні характеристики. Ті персонажі, які часто використовують магію, отримають збільшення магічних показників. Максимальний рівень HP (очок здоров'я) і MP (очок мани) збільшуються подібним чином. У персонажів, які отримали найбільше ушкоджень під час битви збільшується HP, а персонажі, котрі використовували магію, отримають збільшення MP.
В ігровій партії одночасно може знаходиться чотири персонажа. Троє з них постійно знаходяться в команді, в той час як четвертий регулярно змінюється. Final Fantasy II стала першою грою в серії, де з'явилася можливість переставляти деяких героїв під час битви в задній ряд. Персонажі, які знаходяться в задньому ряду, отримують менше фізичних ушкоджень і можуть атакувати ворога стрілецькою зброєю або магією. Схожим чином розташовані і вороги. Максимум на екрані можуть бути присутні вісім противників. Тільки ті вороги, які знаходяться найближче до героїв, можуть бути атаковані. Убивши ворогів з ближніх рядів, з'являється можливість атакувати і дальніх.
Протягом всієї гри в розмовах з неігровими персонажами (NPC) гравець може "вивчати" спеціальні слова чи фрази, які дозволяють дізнатися більше інформації, щоб була можливість просуватися по сюжету. Крім того існують спеціальні предмети для просування сюжетом, які дають неігрові персонажі.

## Сюжет

### Персонажі
Final Fantasy II була першою грою серії, де у персонажів були імена і своя історія.
- Фіріон (англ. Firion) — головний герой. Хороший друг Марії і Леона, а також друг дитинства Гая, він прагнути знищити імперію, в надії помститися за свою сім'ю.
- Марія (англ. Maria) — подруга дитинства Фіріона і Гая. Вона сподівається відшукати свого зниклого брата Леона, який зник після нападу імперії.
- Гай (англ. Guy) — друг Фіріона і Марії. Він має здатність розмовляти з тваринами, проте в грі користується цим лише один раз.
- Леон (англ. Leon) — старший брат Марії. Після нападу на Фінн зникає безвісти, проте пізніше стає Темним лицарем і вірним послідовником Імператора.
- Мінву (англ. Minwu) — Білий маг і особистий радник принцеси Хільди. Він добре володіє магією і вступає в партію під час їх першого завдання.
- Джозеф (англ. Josef) — шахтар, який допомагає силам опору видобутком металу міфрілу. Він приєднується до партії на короткий час і робить свій невеликий внесок, який матиме велике значення.
- Гордон (англ. Gordon) — принц Кашуана, який втік з поля бою, після чого незабаром помер його брат Скотт. Він вважає себе боягузливим, і вирішує сам собі довести, що може зійти на престол, тому приєднується до Фіріона і його друзів, щоб допомогти розгромити імперію.
- Лейла (англ. Leila) — пірат, яка спробувала пограбувати партію, але вона недооцінила силу Фіріона, Марії і Гая, які легко перемогли її команду. Вона шкодує, що напала на них, і приєднується до партії, щоб боротися з імперією.
- Річард Хайвінд (англ. Ricard Highwind) — останній драгун свого міста. Прагне помститися імперії за своїх загиблих союзників.
- Скотт (англ. Scott) — принц Кашуана і старший брат Гордона[1].

### Історія
Четверо молодих людей (Фіріон, Марія, Гай і Леон) з королівства Фінн зазнали нападу армії Імператора держави Паламеції. Батьки Марії, Леона і Гая загинули при атаці, а поранені герої лишаються помирати на руїнах. Фіріона, Марію і Гая рятує принцеса Фінна Хільда, яка створила базу Повстанців Дикої Троянди (англ. Wild Rose Rebellion) в місті Альтаїр. Хільда посилає Фіріона, Марію і Гая в Фінн, щоб вони зустрілися з принцом Скоттом, який переховується в місті. Пробравшись через секретний прохід у барі, партія знаходить Скотта присмерті. Той розповідає про свого брата Гордона, і зраду графа Борґена. Скотт також дає кільце, і просить передати Хільді, що кохає її. Повернувшись в Альтаїр, партія віддає Хільді кільце. Принцеса віддає кільце на зберігання героям та просить партію вирушити до Саламанда на пошуки магічного металу Міфрилу, оскільки посланий туди повстанець Джозеф зник. На час місії до партії приєднується права рука Хільди, Мінву.
Незабаром партія знаходить Джозефа, але він відмовляється давати будь-яку інформацію, бо Паламеція викрала його дочку Неллі і тепер граф Борґен шантажує Джозефа. Звільнивши її і отримавши Міфрил, герої повертаються в Альтаїр. Добутий метал віддають ковалеві Тобулу, який створює Міфрилову броню і зброю. Герої прямують в місто Бафск, що знаходитися під контролем Паламеції, відоме будівництвом летючого корабля «Дредноут» під керівництвом загадкового темного Лицаря. Дійшовши до корабля, партія виявляє, що Темний лицар насправді не покидав Бафск, як вважалося, а «Дредноут» вже повністю завершений. Судно злітає та атакує кілька міст, в тому числі Альтаїр, але база повстанцців лишається неушкодженою.
Розробляється новий план — скористатися Сонячним вогнем з Кашуана, але для цього слід відшукати Дзвін Богині. Джозеф допомагає знайти Дзвін в печері. На виході з печери на партію нападає Борґен, якого герої долають. Борґен звалює на воїнів валун, Джозеф зупиняє його, але сам гине. Партія продовжує шлях та заходить до замку, де перебуває Гордон, який погоджується допомогти партії знайти Смолоскип Егіля (англ. Egil's Torch), яким можна переносити Сонячний вогонь. Незабаром з'ясовується, що корабель Сіда був викрадений «Дредноутом», партія пробирається на борт, звільняє Сіда і його дружину Хільду, а Сонячний вогонь кидає в двигун «Дредноута».
Тепер летючий корабель більш не загрожує світові. Герої повертаються в Альтаїр, де помираючий король організовує тристороній напад на Фінн, щоб звільнити його від гніту Імперії. Мінву він посилає в Місідію для отримання заклинання Ультима. Гордон бере під командування повстанську армію, яка повинна атакувати Фінн. Партія Фіріона вирушає в острівну державу Деїст, щоб заручитися підтримкою тамтешніх Драгунів. При допомозі ватажка піратів Лейли, герої досягають Деїста, де знаходять замок Драгунів. В споруді лишилося останнє яйце чудовиська віверни, отруєної Імперією. Партія опускає яйце в цілюще джерело, сподіваючись, що віверна зможе їм допомогти.
По поверненню в Альтаїр герої дізнаються — трон Хільди захопила Королева Ламія. Перемігши її, вони незабаром дізнаються, що справжня Хільда є призом для переможця в Колізеї Імператора. Група Гордона вирішує визволити її, пройшовши бої на арені. Однак, Імператор все-одно кидає їх до в'язниці. Злодій Пол допомагає Хільді з Гордоном втекти, поки решта воїнів відволікають увагу.
Тим часом Фіріон, Марія, Гай і Лейла б'ються з силачем Готтосом, і тим самим звільняють замок Драгунів і приносять повстанцям важливу перемогу. Проте Мінву, якого відправили за закляттям Ультима щез. Гордон відправляє героїв розшукати його, і радить їм вирушити до Місідіанської вежі на кораблі. Партія вирушає до башти, але корабель несподівано проковтує чудовисько Левіафан. Герої вибираються з нутрощів чудовиська і врешті доходять до вежі. Подолавши її охоронців, вони знаходять на вершині Мінву, який намагався розпечатати Ультиму, та при цьому загинув, хоч і виконав завдання.
Партія забирає Ультиму й повертається в Альтаїр. Проте за час їх відсутності міста Гатрі, Палум і Пофт були зруйновані штучним вихором під назвою Циклон. Гордон пропонує використовувати врятовану віверну аби долетіти туди. Всередині вихору знаходиться фортеця Імператора, з яким герої вступають у бій. Після загибелі останнього його помічник Леон (він же Темний Лицар) вирішує стати новим правителем Паламеції. Фіріон з друзями вирушають зустрітися з ним, але тут Імператор постає перед ними живим. Річард вирішує затримати Імператора, щоб інші змогли втікти на віверні, але гине. Імператор зводить нову фортецю, Пандемоніум (англ. Pandaemonium), звідки збирається почати контрнаступ.
Тим часом герої вирушиають до Деїста, де отримують меч Екскалібур і вирушають в Пандемоніум. Вони піднімаються на верхні рівні фортеці, де сходяться в бою з Імператором і здобувають перемогу. Фіріон з друзями повертаються в замок Фінн, де їх чекають Хільда, Гордон, Неллі, Лейла і Пол, щоб привітати з перемогою. Леон через своє минуле вирішує піти і герої відпускають його, проте говорять, що будуть раді побачити Леона в майбутньому.
Soul of Rebirth
У всіх ремейках, починаючи з версії на Game Boy Advance, додана також нова сюжетна лінія «Душа відродження» англ. (Soul of Rebirth), доступна після проходження основного сюжету.
Після подій в Місідіанській вежі Мінву отямився в печері, не розуміючи де знаходиться. Згодом він зустрічає Скотта, який раніше загинув, і Джозефа, котрий бореться з зомбі-версією Борґена. Втрьох вони його перемагають, і продовжують свою подорож, прийнявши в партію і Річарда. Герої усвідомлюють, що потрапили в потойбічний світ та дістаються до міста Маханон (англ. Machanon).
Крізь один з міських порталів герої переносяться до місця загибелі Мінву. Той завершує зняття печаті з Ультими, але на заваді стає хранитель закляття Ультима-зброя (англ. Ultima Weapon). Пройшовши через інший портал, партія опиняється в Невідомому палаці (англ. Unknown Palace). Там вони з боями добувають нову зброю, а наприкінці подорожі стикаються зі Світлим Імператором.
Цей імператор виявляється доброю версією Темного Імператора й просить у героїв прощення за вчинки темної сторони. Він розповідає, що після смерті його душа розкололася дві частини, одну з яких, що повернулася в світ живих, здолали Фіріон з друзями в Пандемоніумі. Імператор повідомляє Мінву, що Невідомий палац веде на небеса, де він і його друзі зможуть упокоїтися. Раптом навколо виникають образи дорогих їм людей, переконуючи не слухати Імператора. Прислухавшись до них, герої нападають на Світлого Імператора, котрий насправді лиш видавав себе за доброго. У вигляді духів воїни переносяться в Фінн, де стають свідками фіналу оригінальної гри та зникають зі світу живих.

## Новелізація
Final Fantasy II була новелізована під назвою "Остання Фантазія II Лабіринт кошмарів" (англ. Final Fantasy II Nightmare's Labyrinth, яп. ファイナル ファンタジー II 夢魔 の 迷宮, Final Fantasy II Muma no Meikyū) Кендзі Терада, одним зі сценаристів гри. Сюжет ґрунтується на важливих подіях з Final Fantasy II, проте в новелі були зроблені деякі сюжетні зміни. Так, наприклад, в книзі згадується справжнє ім'я Імператора Паламеції (Матеус, яп. マティウス), не фігурують Річард, Гордон і Джозеф, їхня сюжетна лінія просто вирізана, та інші зміни. 
Роман було видано тільки в Японії.